# Manzaneda de Torío
Manzaneda de Torío es una localidad española, perteneciente al municipio de Garrafe de Torío, en la provincia de León y la comarca de Tierra de León, en la comunidad autónoma de Castilla y León.
Situado sobre el arroyo del Valle, afluente del río Torío.
Los terrenos de Manzaneda de Torío limitan con los de Matueca de Torío y Pedrún de Torío al norte, Pardesivil y La Mata de Curueño al noreste, Santa Colomba de Curueño al este, Gallegos de Curueño, Barrillos de Curueño, Barrio de Nuestra Señora, Castro del Condado y Santa María del Monte del Condado al sureste, Santovenia del Monte y Ruiforco de Torío al sur, Garrafe de Torío y La Flecha de Torío al suroeste, Fontanos de Torío al oeste y Brugos de Fenar, Rabanal de Fenar, Candanedo de Fenar y Solana de Fenar al noroeste.
Perteneció a la antigua Jurisdicción del Valle de Torío.

## Hijos ilustres
- Andrés Trapiello, escritor